# Anthaxia cyanicolor
Anthaxia cyanicolor es una especie de escarabajo del género Anthaxia, familia Buprestidae. Fue descrita científicamente por Obenberger en 1941.